# Ісфаган
Ісфаха́н, Есфахан, Ісфахан, Іспагань (перс. اصفهان) — місто в Ірані на березі річки Заянде, розташоване на висоті близько 1600 метрів над рівнем моря за 340 км на південь від Тегерана. Адміністративний центр остану (провінції) Ісфаган, третє за розміром місто Ірану (після Тегерана та Мешхеда). Населення — 1,77 млн осіб (перепис 2011).

## Опис

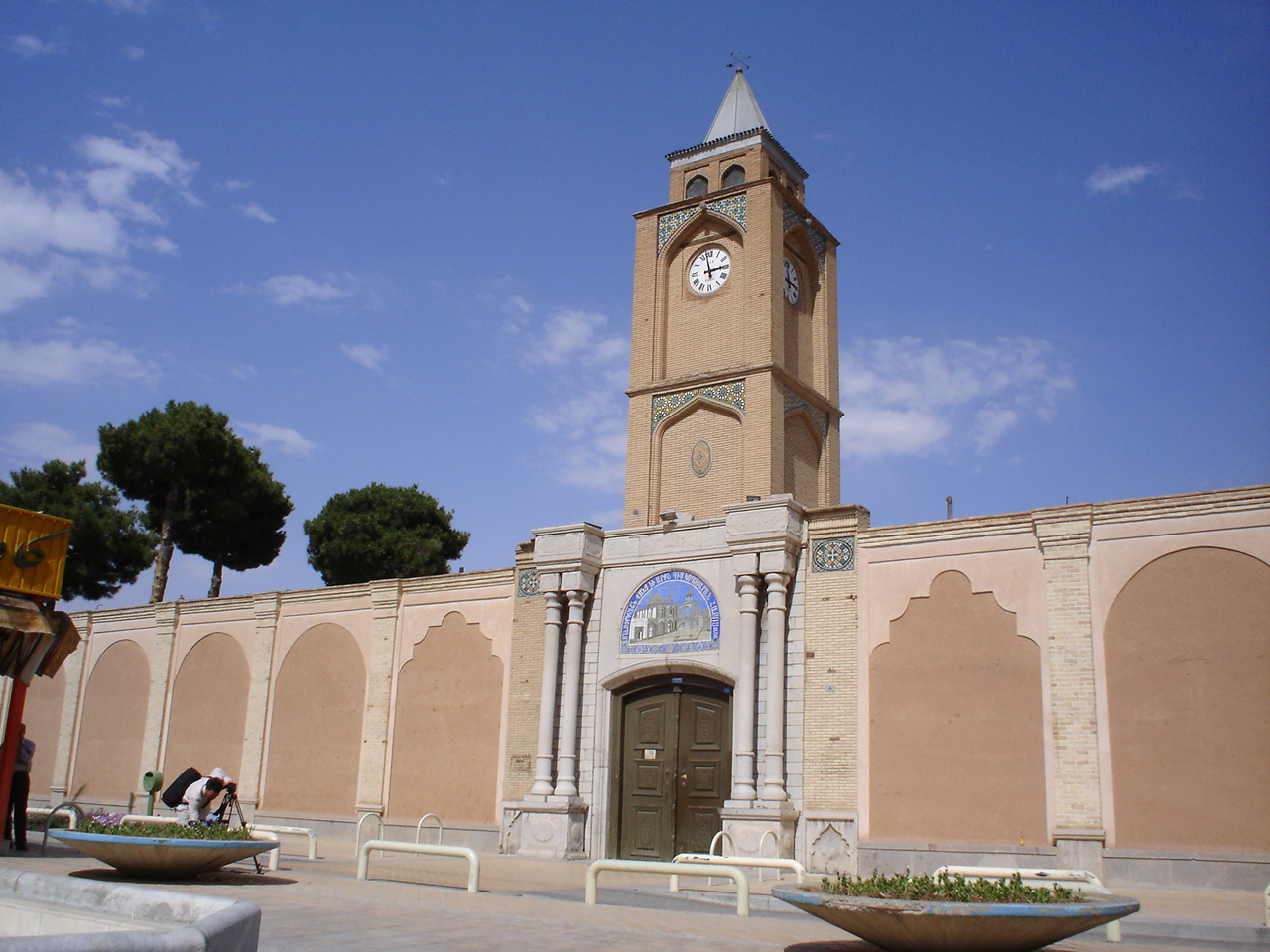
Ванкський собор

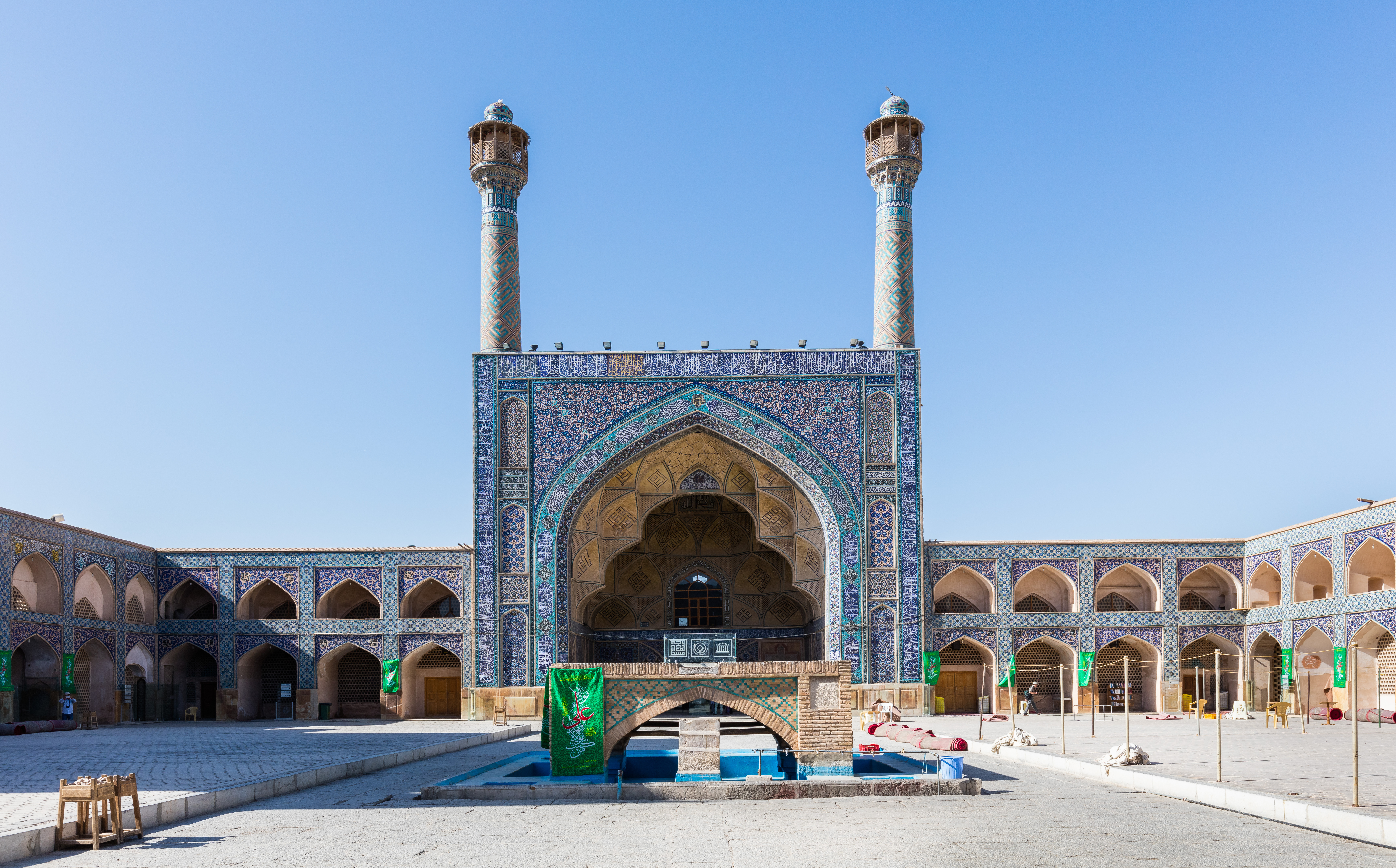
П'ятнична мечеть

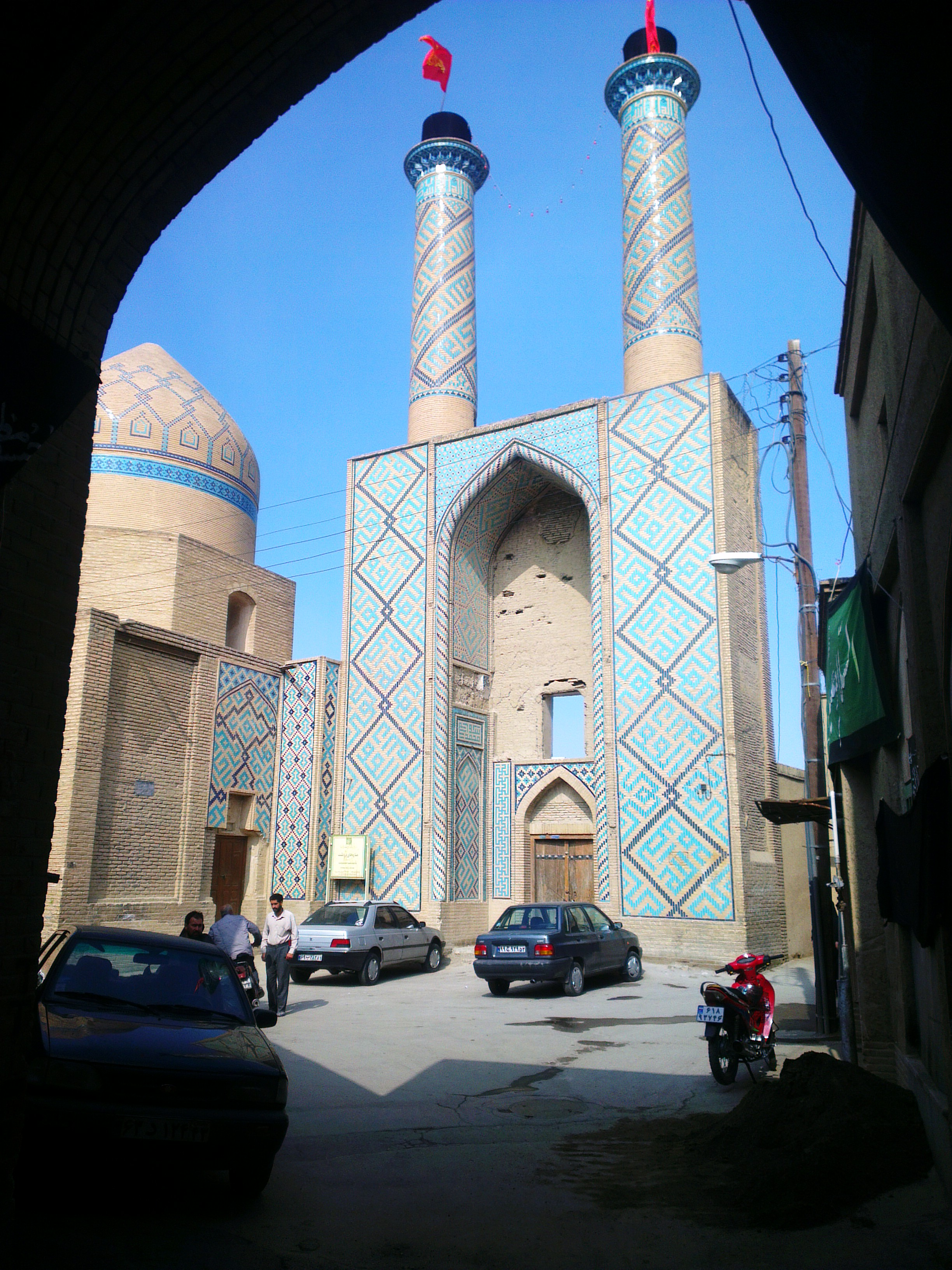
Мінарети Дардашт

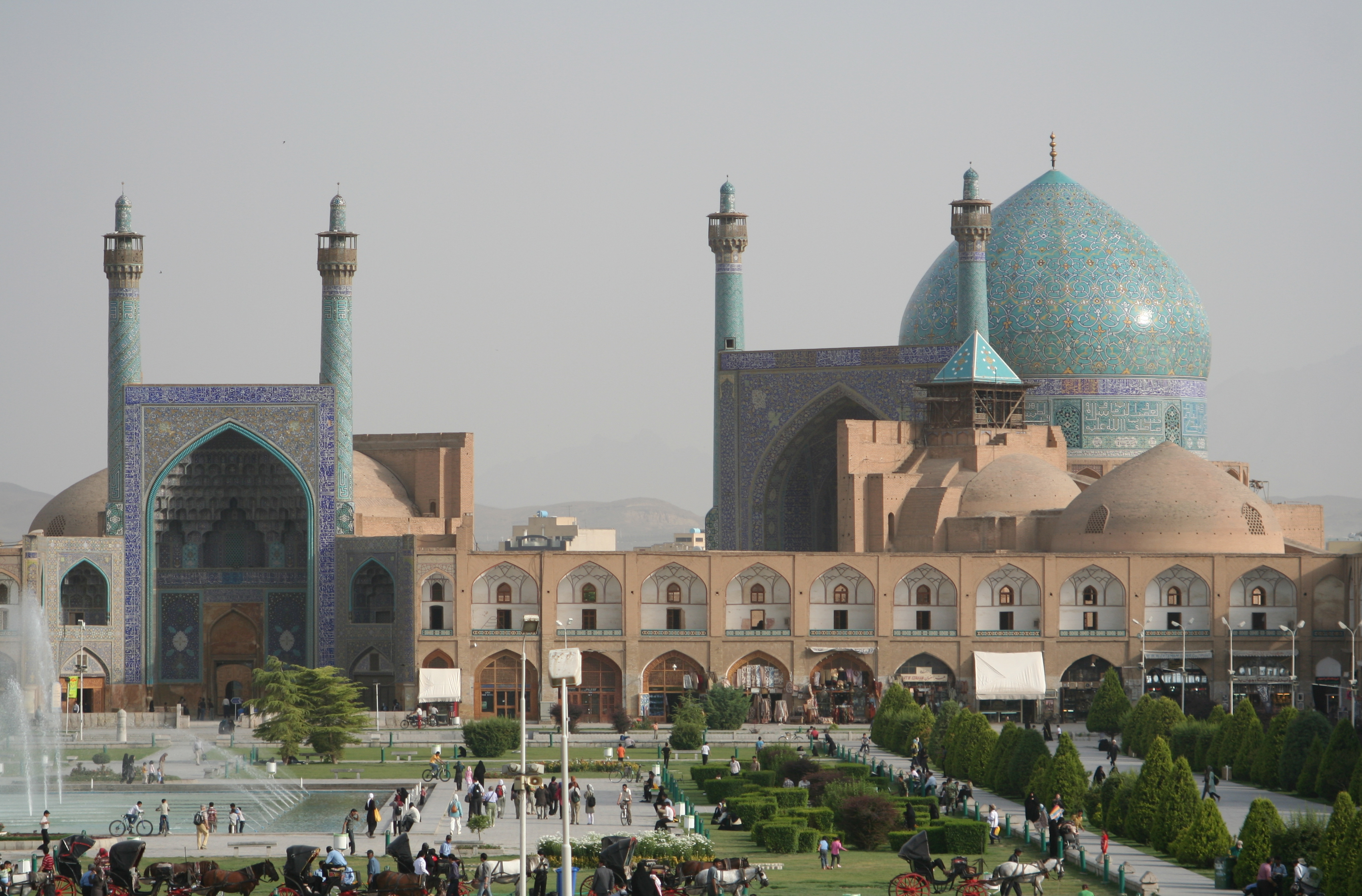
Мечеть Імама

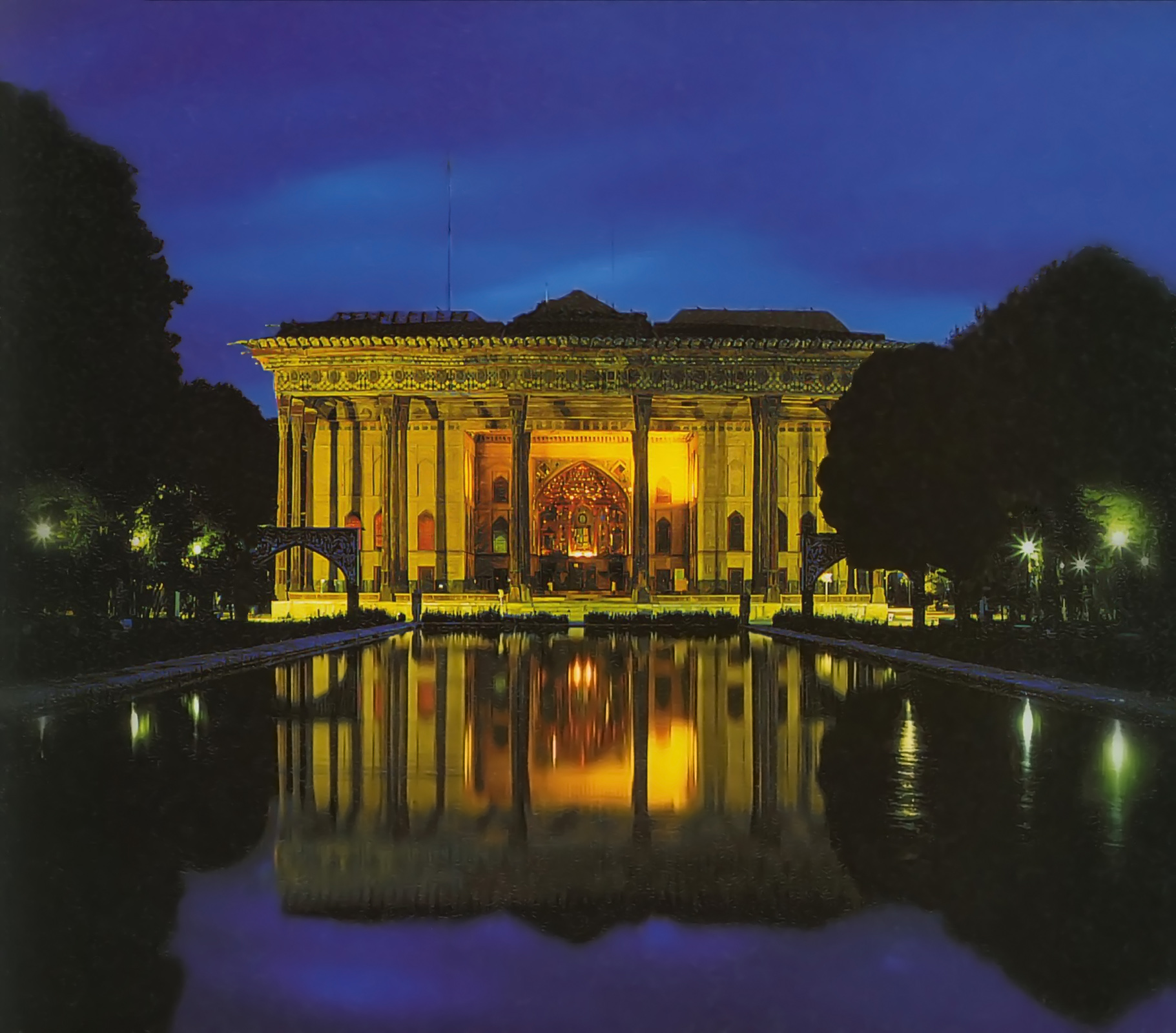
Палац сорока колон (Чегель Сотун) в Ісфагані

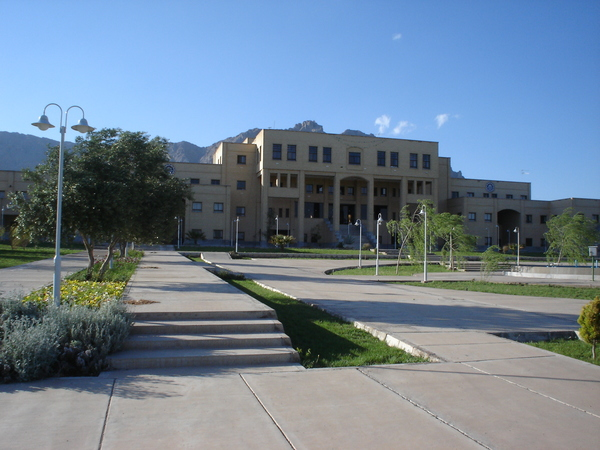
Ісфаганський технологічний університет

Мегаполіс Ісфаган включає міста Наджафабад, Хане-Ісфаган, Хомейні-Шахр, Шахін-Шахр, Заррін-Шахр та Фулад-є-Мобараке. У місті діє міжнародний аеропорт та перша лінія метрополітену.
У місті розташована велика кількість пам'ятників ісламської архітектури XI-XIX сторіч. Особливо відома Площа Імама. В Ірані місто часто називають Несф-е джага́н («Половина світу»). З Ісфаганом пов'язані імена багатьох вчених та літераторів (зокрема тут народилися Абу ль-Фарадж аль-Ісфагані та Ібн-Русте, тут жив і працював Авіценна, найвідоміший лікар Середньовіччя).
Сьогодні тут виробляють килими, текстиль, сталь та предмети ручних ремесел. В Ісфагані є експериментальний ядерний реактор та інфраструктура для виготовлення ядерного палива. Сталеливарний завод Ісфагана — один з найбільших у регіоні, побудований у 1960-70 рр. за підтримки СРСР.
В Ісфагані розташований великий нафтопереробний завод, база ВПС та авіабудівний завод ГЕСА (перс. هـِـسا, HESA, англ. Iran Aircraft Manufacturing Industrial Company), на якому збирається україно-іранський літак Ір-Ан-140, аналог українського Ан-140.
1 січня 2013 стало відомо, що влада Ірану закрила місто через жахливу екологічну ситуацію. Мешканцям рекомендовано покинути Ісфаган якнайшвидше.

## Пам'ятки

### Базари
- Ісфаганський базар (Базар Шахі) — XVII століття
- Базар Гейсаріє — XVII століття

### Мости
Річка Заяндеруд починається в горах Заґрос, тече із заходу на схід через центр Ісфагана і впадає в болото Ґавхуні. Влітку часто пересихає.
Мости через Заяндеруд належать до числа найкращих архітектурних споруд в Ісфахані. Найстаріший міст — Міст Шагрестан або «Поль-е-Шагрестан», фундамент якого був побудований в епоху Сасанідів (III—VII ст.), за часів сельджуків його кілька разів відновлювали. Далі вгору за течією знаходиться Міст Хаджу, який був побудований шахом Аббасом II 1650 року. Має 24 арки, а його довжина становить 123 метра. Наступним мостом є Поль-e Чубі. Спочатку він був побудований як акведук для постачання води для палацових садів на північному березі річки. Далі вгору за течією знаходиться Сі-о-Се Поль або міст 33 арок. Побудований за часів правління шаха Аббаса Великого, він поєднав Ісфаган із вірменським передмістям Нова Джульфа. Це найдовший міст в Ісфагані (295 м).

### Храми
- Церква Бедхем — 1627
- Церква Святого Георгія — XVII століття
- Церква Святого Якова — 1664 * Церква Святої Марії — XVII століття
- Ванкський собор — 1664

### Мавзолеї і гробниці
- Мавзолей Ар-Рашида — XII століття
- Мавзолей Баби Гассема — XIV століття
- Мавзолей Сефевідів
- Гробниця Незам оль-Молька — XI століття
- Мавзолей Саїба Тебрізі
- Мавзолей Шахшахана — XV століття
- Мавзолей Солтан Бахт Агі — XIV століття

### Мінарети
- Мінарет Алі — XI століття
- Мінарет Баг-е-Гушхане — XIV століття
- Мінарет Чехель-Дохтаран — XII століття
- Мінарети Дардашт — XIV століття
- Мінарети Дароззіаф — XIV століття
- Мінарет Джонбан — XIV століття
- Мінарет Шарбан

### Мечеті
- Мечеть Імама — XVII століття
- П'ятнична мечеть — VIII—XX століття
- Мечеть Агі Нура — XVI століття
- Мечеть Гакіма
- Мечеть Ілчі
- Мечеть Ярчі — 1610
- Мечеть Лонбан
- Мечеть Магхсаудбейк — 1601
- Мечеть Мохаммада Джафара Абадея — 1878
- Мечеть Рахім Хана — XIX століття
- Мечеть Рокнолмолк
- Мечеть Сейєд — XIX століття
- Мечеть Шейха Лютфолли

### Музеї
- Музей сучасного мистецтва
- Ісфаган Сіті Центр
- Музей декоративно-прикладного мистецтва
- Музей природної історії — XV століття

## Школи (медресе)
- Школа Чахар Баг — початок XVII століття
- Хараті
- Школа Кассегаран — 1694
- Медресе Хаджу
- Школа Німавар — 1691
- Школа Садр — XIX століття

### Палаци і караван-сараї
- Алі-Капу (Королівський палац) — початок XVII століття
- Чегель Сотун (Палац сорока колон) — 1647
- Гашт-Бегешт (Палац «Вісім райських садів») — 1669
- Шахський караван-сарай
- Талар-е Ашраф (Палац Ашраф) — 1650

### Парки
- Парк птахів
- Парк квітів
- Лісопарк Нашван

## Освіта

### Університети
- Ісфаганський університет
- Ісфаганський університет мистецтв
- Ісфаганський університет медичних наук
- Ісфаганський технологічний університет
- Ісламський університет Азад

## Клімат
Ісфаган знаходиться в перехідній між середземноморським та тропічним кліматом степовій зоні, котра характеризується посушливим кліматом напівпустель. Найтепліший місяць — липень із середньою температурою 29,4 °C (85 °F). Найхолодніший місяць — січень, із середньою температурою 2,2 °С (36 °F).
| Клімат Ісфагана         | Клімат Ісфагана | Клімат Ісфагана | Клімат Ісфагана | Клімат Ісфагана | Клімат Ісфагана | Клімат Ісфагана | Клімат Ісфагана | Клімат Ісфагана | Клімат Ісфагана | Клімат Ісфагана | Клімат Ісфагана | Клімат Ісфагана | Клімат Ісфагана |
| Показник                | Січ.            | Лют.            | Бер.            | Квіт.           | Трав.           | Черв.           | Лип.            | Серп.           | Вер.            | Жовт.           | Лист.           | Груд.           | Рік             |
| Абсолютний максимум, °C | 17              | 20              | 27              | 28              | 35              | 38              | 40              | 39              | 37              | 32              | 25              | 22              | 40              |
| Середній максимум, °C   | 6               | 10              | 15              | 21              | 26              | 32              | 35              | 33              | 30              | 23              | 15              | 10              | 22              |
| Середня температура, °C | 2               | 5               | 10              | 16              | 21              | 27              | 29              | 27              | 23              | 17              | 10              | 5               | 16              |
| Середній мінімум, °C    | −1              | 1               | 5               | 11              | 16              | 21              | 23              | 21              | 17              | 11              | 5               | 1               | 11              |
| Абсолютний мінімум, °C  | −11             | −8              | −7              | 1               | 6               | 11              | 16              | 12              | 8               | 0               | −5              | −7              | −11             |
| Норма опадів, мм        | 10              | 10              | 10              | 10              | 0               | 0               | 0               | 0               | 0               | 0               | 10              | 10              | 110             |
| ----------------------- | --------------- | --------------- | --------------- | --------------- | --------------- | --------------- | --------------- | --------------- | --------------- | --------------- | --------------- | --------------- | --------------- |
| Джерело: Weatherbase    |                 |                 |                 |                 |                 |                 |                 |                 |                 |                 |                 |                 |                 |

## Персоналії
- Абу ль-Фарадж аль-Ісфагані (897—967) — арабський поет та вчений-філолог, історик
- Малік-шах (1055—1092) сельджуцький державний і політичний діяч.

## Галерея

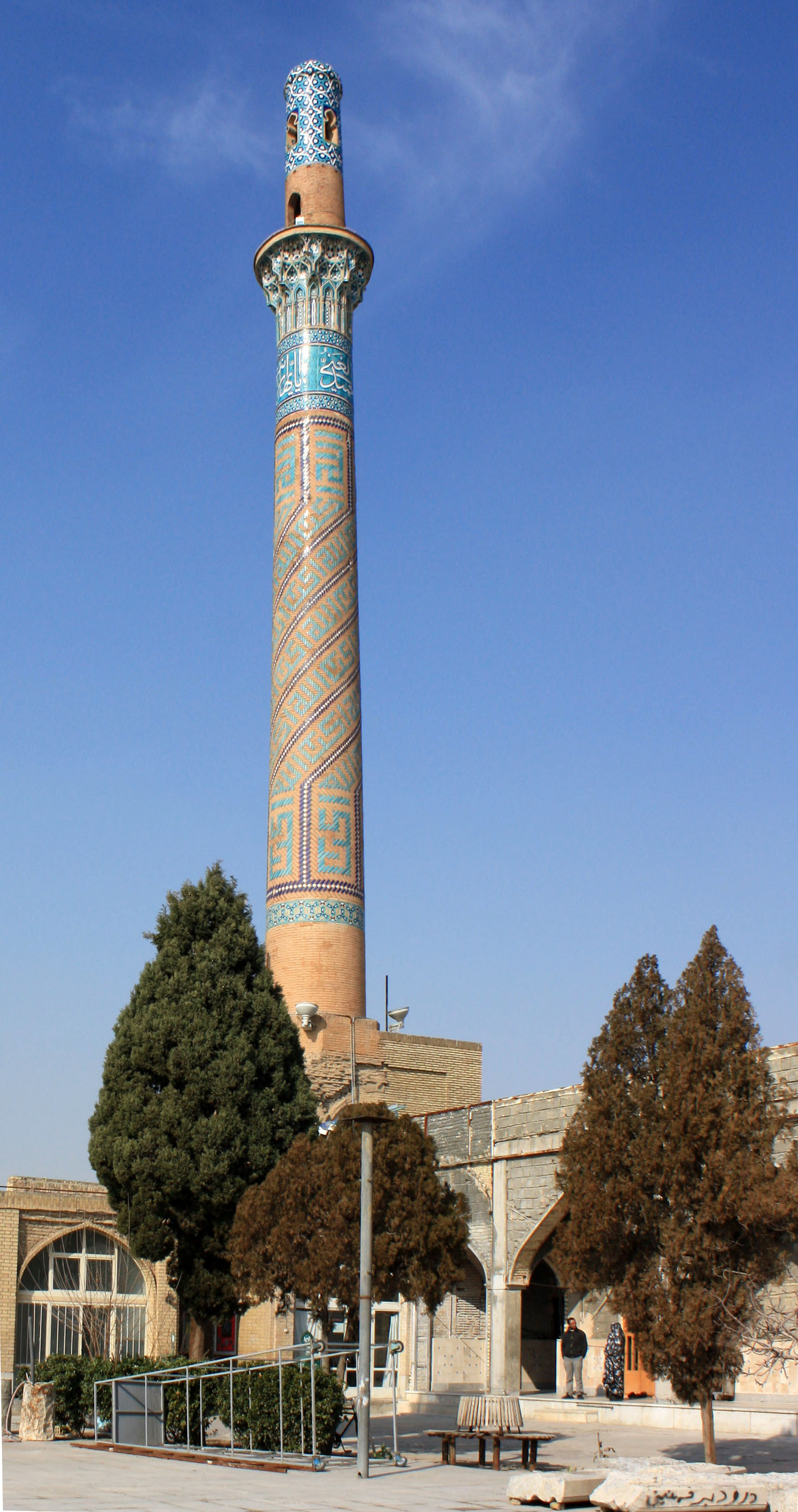
Мінарет Баг-е-Гушхане
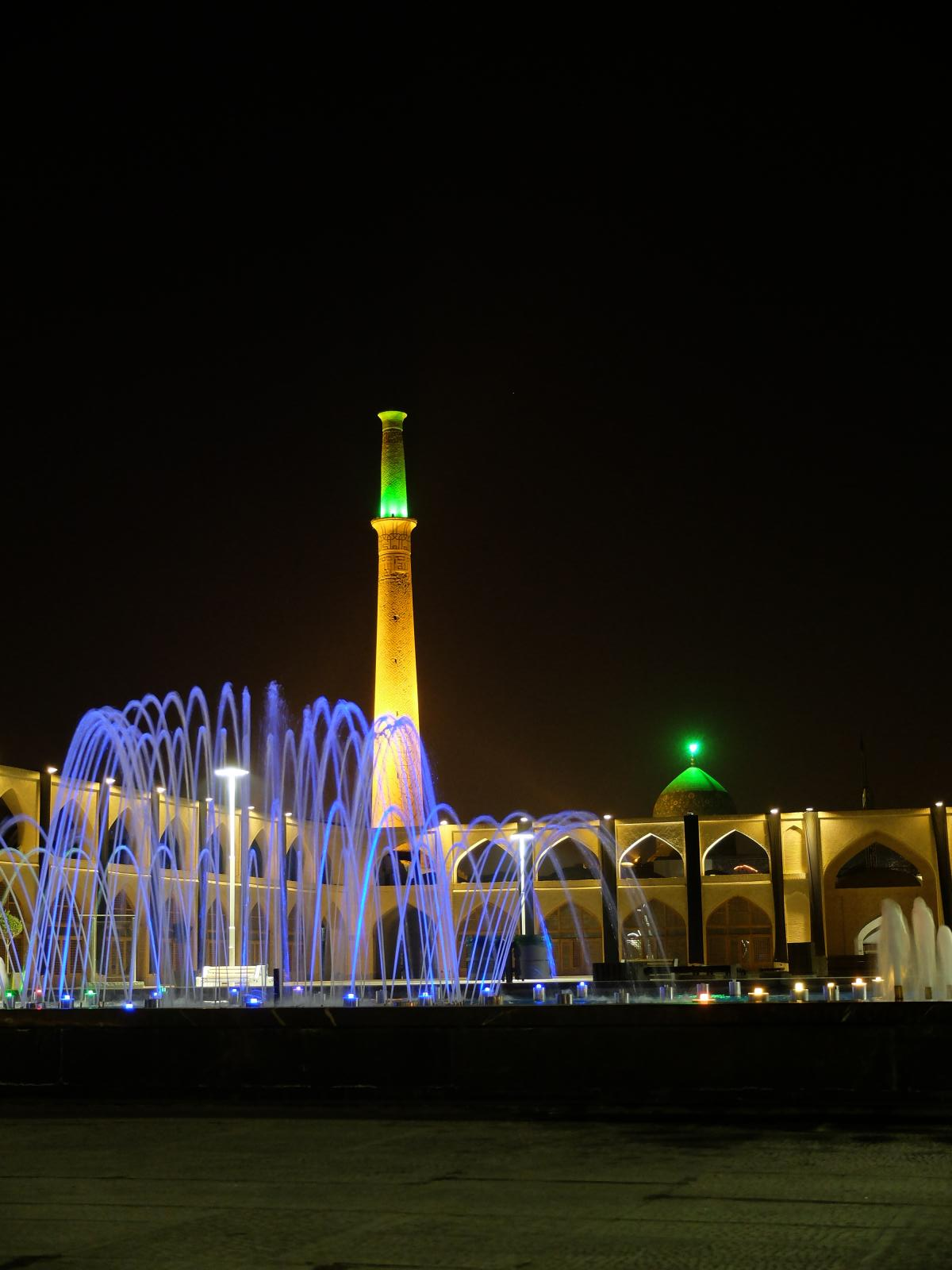
Площа Когне вночі
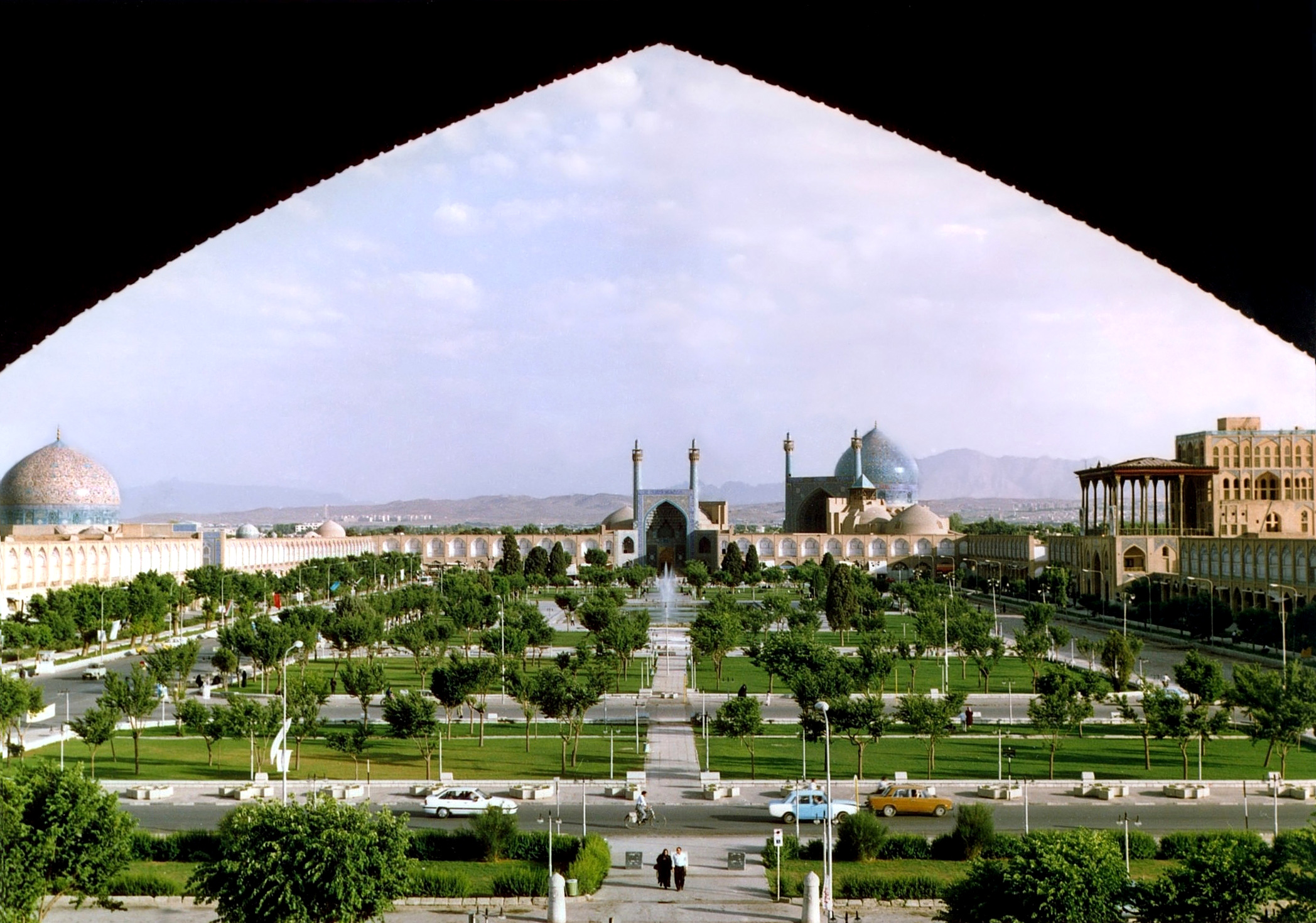
Площа Імама
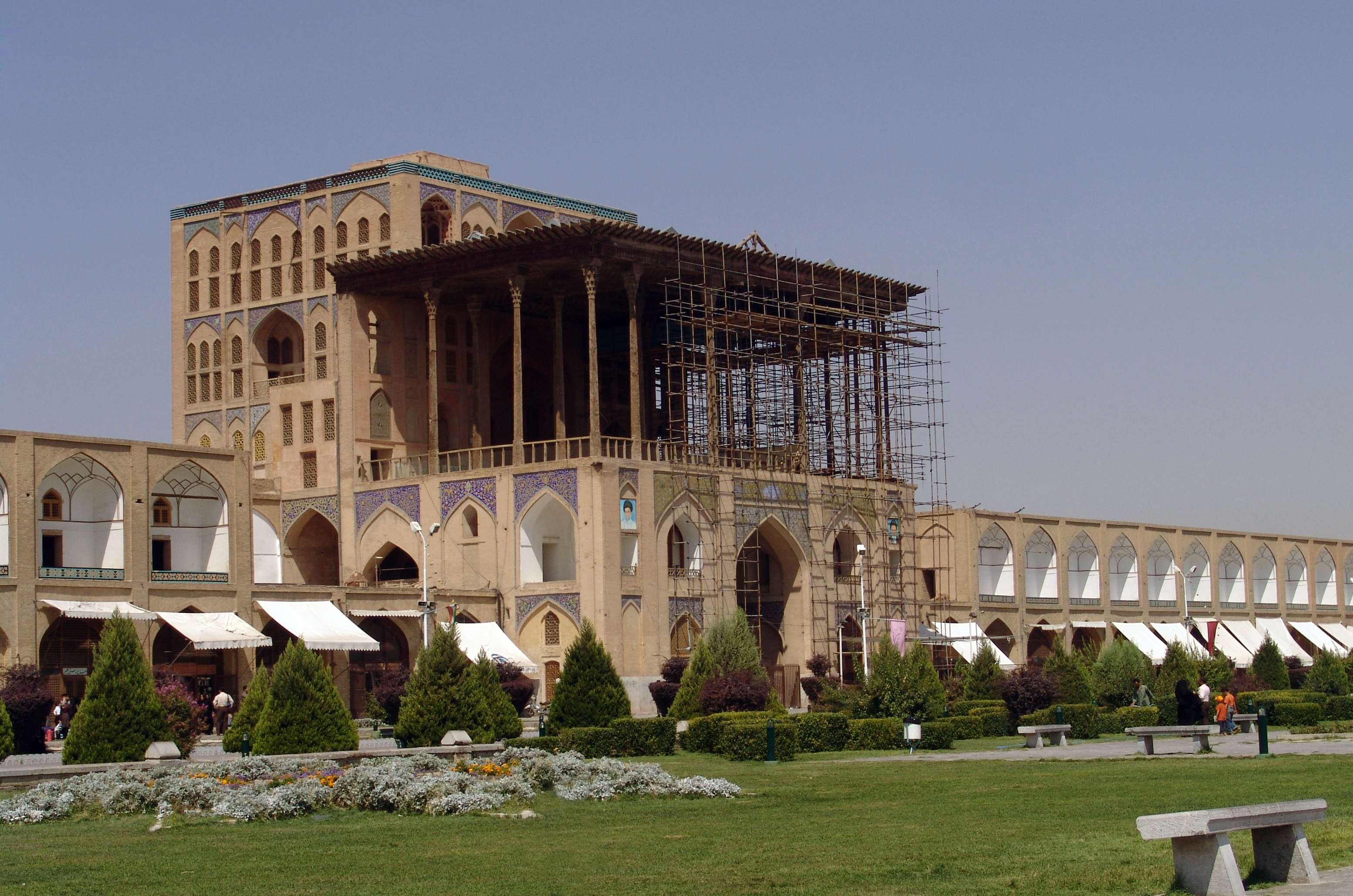
Палац Алі-Гапу
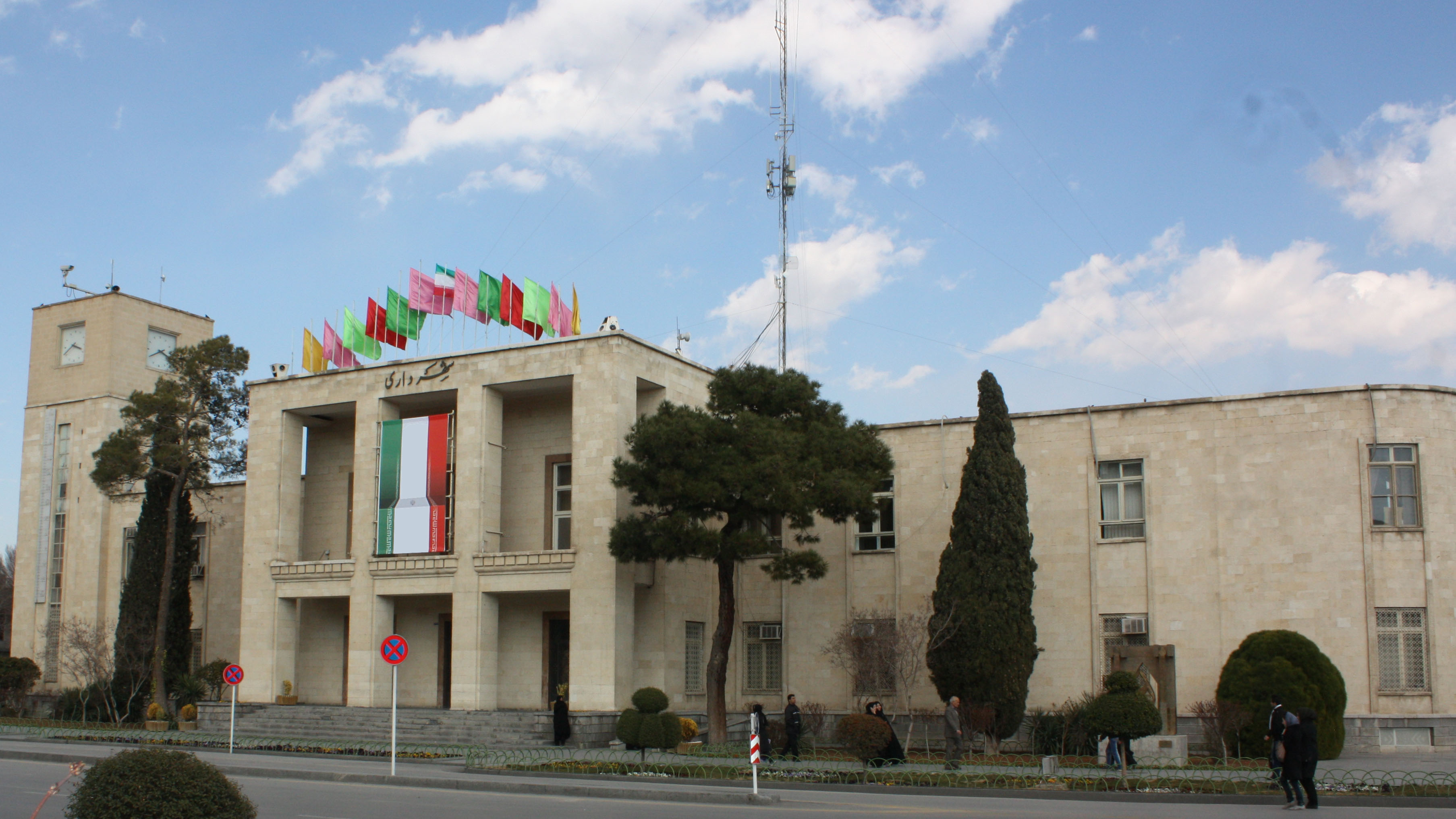
Стара будівля мерії Ісфагана
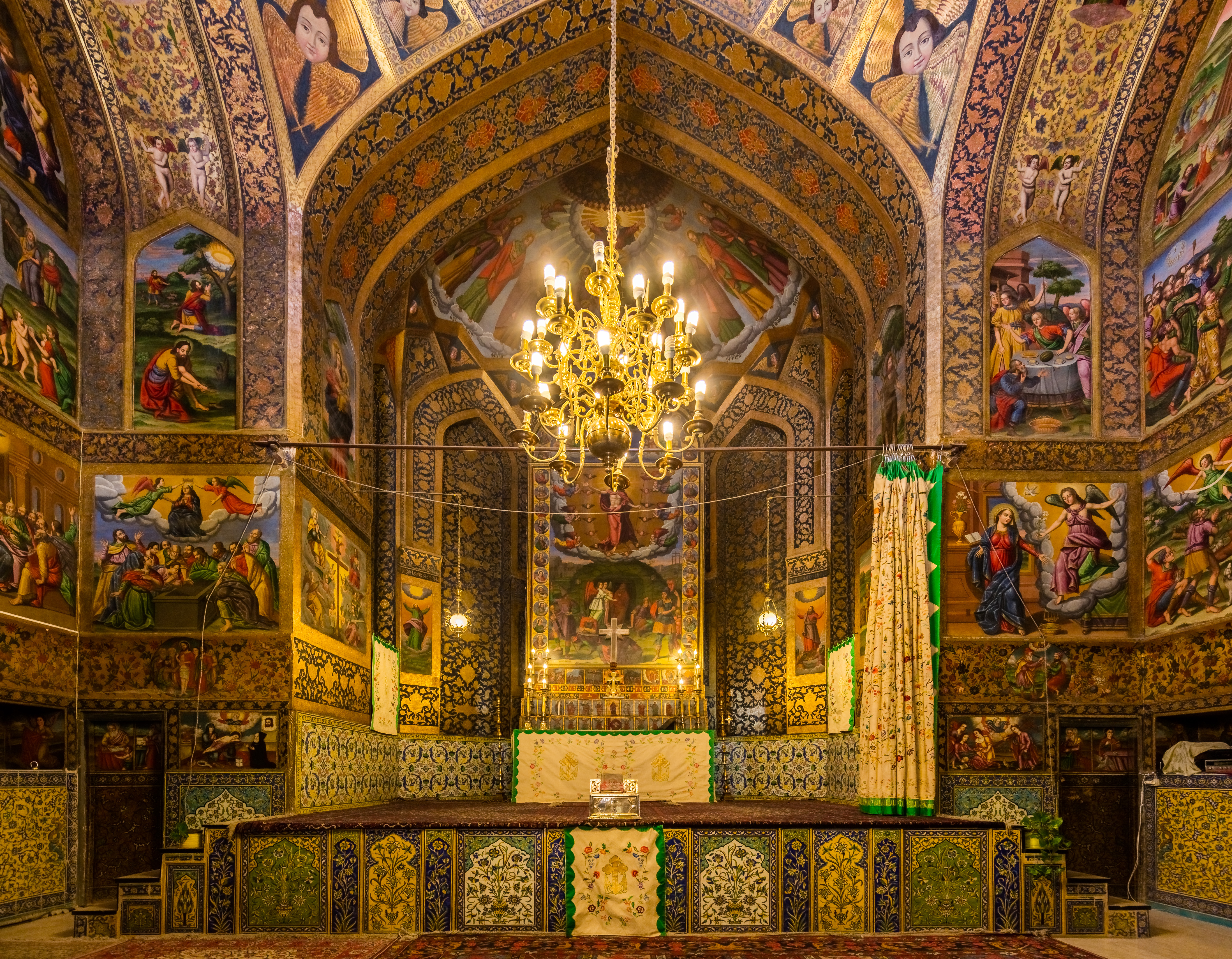
Інтер'єр Ванкського собору
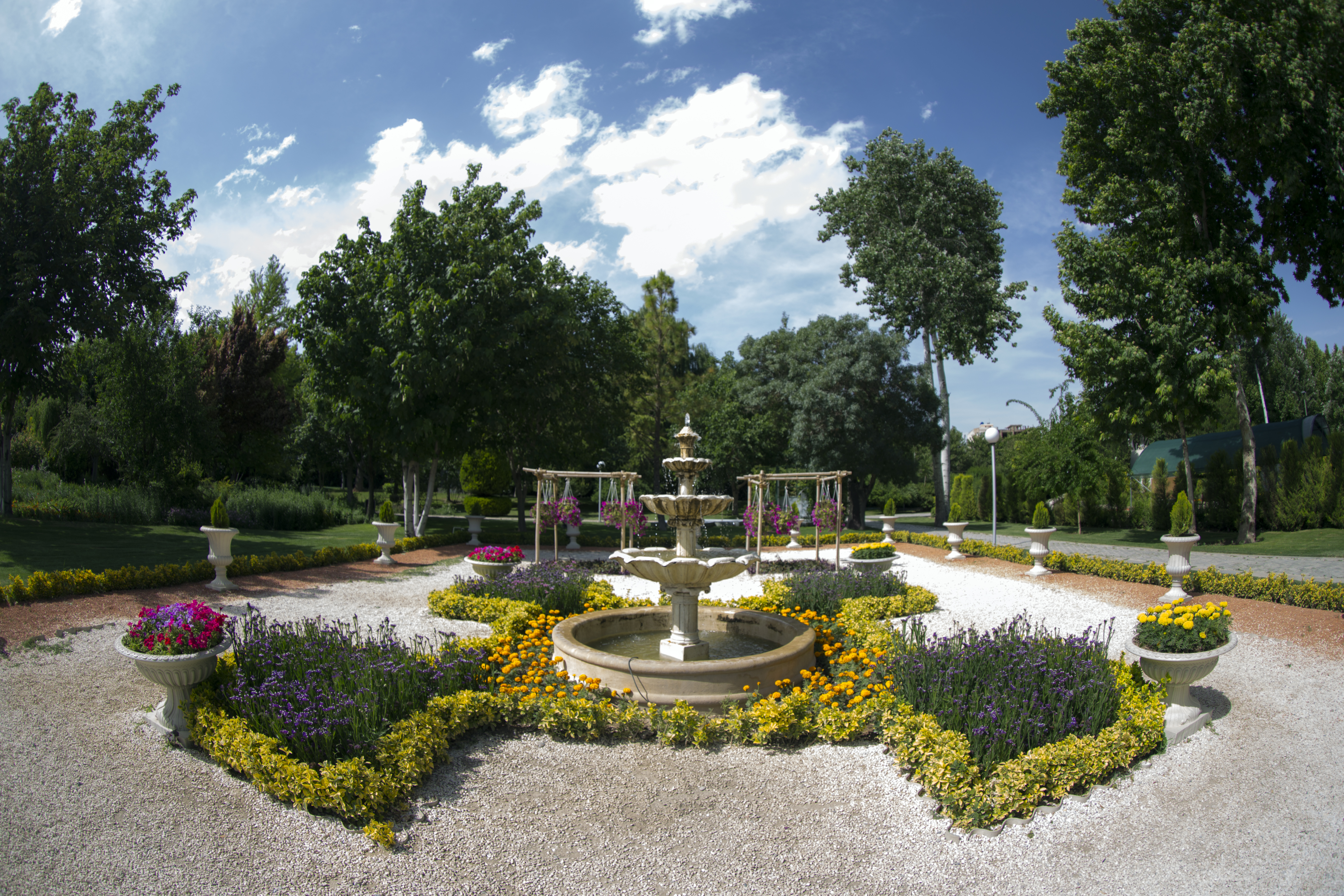
Сад квітів
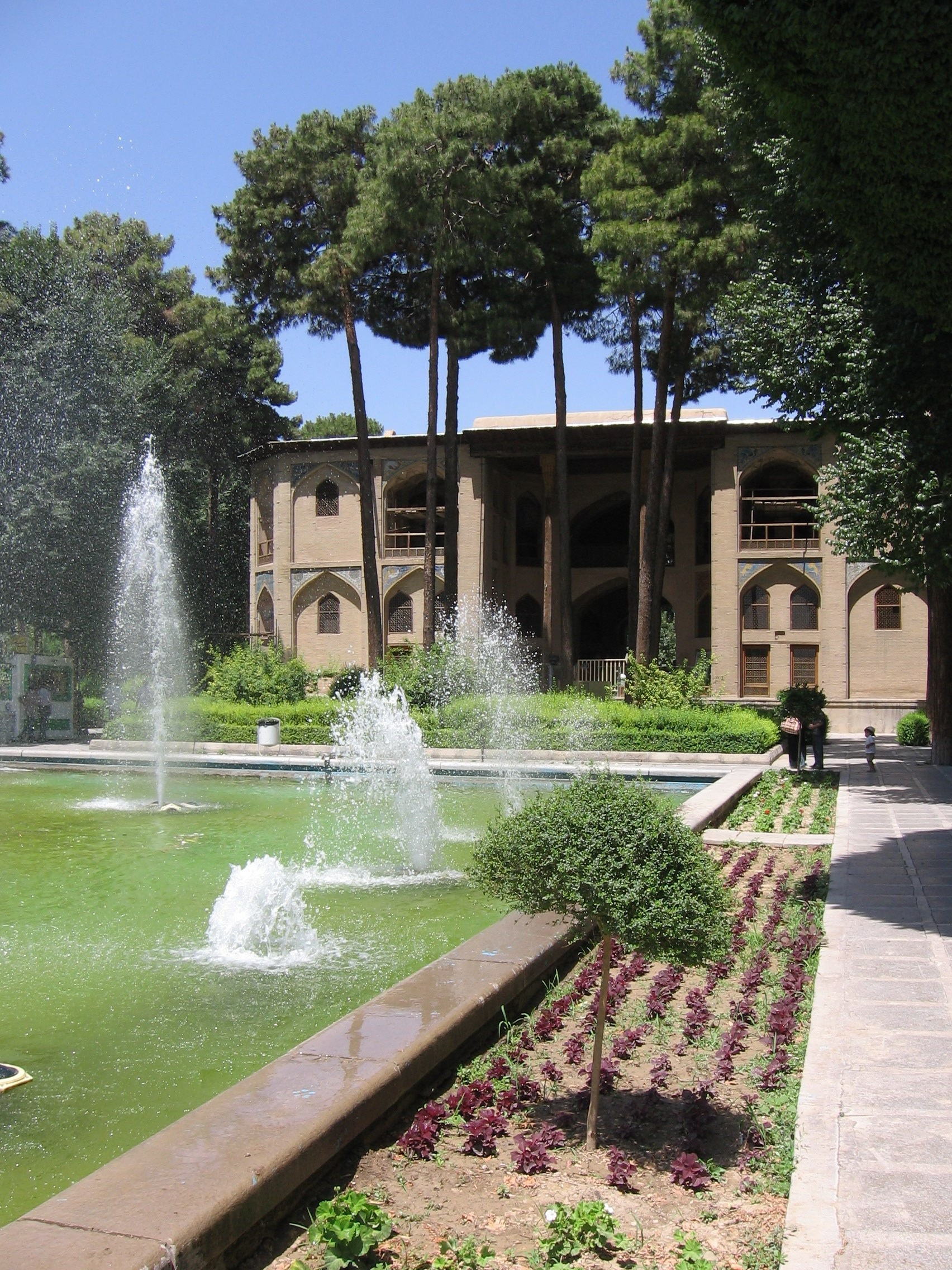
Хашт-Бехешт

## Міста-побратими
- Єреван, Вірменія
- Баальбек, Ліван
- Барселона, Іспанія
- Венеція, Італія
- Гавана, Куба
- Гайдерабад, Індія
- Дакар, Сенегал
- Ель-Кувейт, Кувейт
- Катманду, Непал
- Каїр, Єгипет
- Куала-Лумпур, Малайзія
- Лахор, Пакистан
- Маракайбо, Венесуела[4]
- Санкт-Петербург, Росія (1999)[3]
- Стамбул, Туреччина
- Сіань, КНР
- Флоренція, Італія[2]
- Фрайбург, Німеччина (2000)
- Ясси, Румунія